# فهرست روستاهای استان چهارمحال و بختیاری

استان چهارمحال و بختیاری

فهرست روستاهای استان چهارمحال و بختیاری
در زیر فهرستی از روستاهای استان چهارمحال و بختیاری به تفکیک شهرستان‌ها آورده شده است.

## فهرست روستاهایشهرستان بن
- آزادگان
- بارده
- پهنا
- تمبک
- تومانک
- جمالوی جدید
- چشمه
- حیدری
- شیخ شبان
- کرسنگ
- لارک
- ورعبدالله

## فهرست روستاهایشهرستان بروجن
- اسلام‌آباد
- قطب صنعتی
- شهرک صنعتی سفیددشت
- دهنو
- مورچگان
- وستگان
- بیژگرد
- کتک سفلی
- کتک علیا
- قطب صنعتی گندمان
- چرمینه
- حسین‌آباد
- سناجان
- کنرک بالا
- کنرک پایین
- معموره
- نصیرآباد
- امام قیس
- کردشامی
- تگرگ آب
- گدارکبک
- چشمه علی
- له دراز
- سولگان
- دوراهان
- ده باغ
- ده توت
- ده خدا
- ده‌علی
- سرپیر
- گردبیشه
- آق‌بلاغ
- اورگان
- دستگرد
- سنگچین
- سیبک
- کلبی بک
- متویی
- خانی‌آباد
- ساکی‌آباد
- سلطان‌آباد
- سیف‌آباد
- شهرک گلوگرد
- علی‌آباد
- خدرآباد

## فهرست روستاهایشهرستان شهرکرد
- دولت آباد خاکی
- ارجنک (شهرکرد)
- خوی (شهرکرد)
- اسدآباد (شهرکرد)
- اسلام‌آباد (شهرکرد)
- اقبلاغ (شهرکرد)
- امیرآباد (شهرکرد)
- اوچ بغاز
- ایرانچه
- بهرام‌آباد (شهرکرد)
- پیربلوط
- تشنیز
- جعفرآباد (شهرکرد)
- حاجی‌آباد (شهرکرد)
- خراجی (شهرکرد)
- خلیل‌آباد خاکی
- خیرآباد (شهرکرد)

دستگرد امامزاده
- دزک (شهرکرد)
- سرتشنیز
- سلم (شهرکرد)
- سورک (شهرکرد)
- سیرک (شهرکرد)
- شمس‌آباد (شهرکرد)
- شهرک زوردگان
- فتح‌آباد (شهرکرد)
- قلعه تک (شهرکرد)
- قلعه سلیم
- قلعه ممکا
- کاج (شهرکرد)
- کاکلک
- کتک (شهرکرد)
- محمدآباد (شهرکرد)
- محمدآباد طباطبائی
- مرغملک
- مصطفی‌آباد (شهرکرد)
- موسی‌آباد (شهرکرد)
- نوآباد (شهرکرد)
- وانان
- هرچگان

## فهرست روستاهایشهرستان سامان
- ایلبگی
- چلوان
- چم جنگل
- چم چنگ
- چم خرم
- چم خلیفه
- چم کاکا
- چم نار
- چمزین
- چمعالی
- دشتی
- سوادجان
- شوراب صغیر
- شوراب کبیر
- صادق آباد
- قرا قوش
- قوچان
- کاهکش
- گرمدره
- مارکده
- محمدآباد طباطبایی
- یاسه چا

## فهرست روستاهایشهرستان فارسان
- بیدگل (فارسان)
- بیرگان
- چشمه سنجتها
- چغاهست
- چوبین (فارسان)
- حاجی‌آباد (فارسان)
- دره بیدینه
- ده‌چشمه
- راستاب
- سپیدانه
- شریف‌آباد (فارسان)
- عباس‌آباد (فارسان)
- عیسی‌آباد (فارسان)
- قلعه اقبال
- قلعه امیدآباد
- قلعه حاج جهانقلی
- یک
- کران (فارسان)
- کوانک
- گوشه (فارسان)
- نصیرآباد (فارسان)
- نصیرآباد گله
- ویس‌آباد

## فهرست روستاهایشهرستان لردگان
- علی‌آباد (لردگان)
- علی‌آباد پشته
- آب گرمک (لردگان)
- آب‌بیدک (لردگان)
- آب‌تلک
- آب‌چنار (لردگان)
- آب‌چنار سفلی
- آب‌چنار علیا
- آتشگاه (لردگان)
- ابزادودرا
- ابزاسردشت
- ابزیر
- ابلاران
- ابواسحق سفلی
- ابواسحق علیا
- احمدآباد (لردگان)
- احمدخواجه
- ارمند سفلی
- ارمند علیا
- اسلام آباد (فلارد)
- اسلام آباد (میلاس)
- اسلام‌آباد (لردگان)
- اکبرآباد (لردگان)
- البرزآباد
- امام‌آباد (لردگان)
- امامزاده درویشان
- امیران سفلی
- امیران علیا
- امیری سفلی
- امیری علیا
- انجو
- اینکک
- اینکک دودراء
- بابامنصور
- بادامستان آقاجون
- بادامستان امید علی
- بادامستان مشهدی امیر
- بازنگی
- باغ انارمیلاس
- باغ قلندر
- باغ کاج
- باغ محمدعلی
- باغ‌بهزاد
- برآفتاب چیگو
- برآفتاب خنک
- برآفتاب سردشت
- برآفتاب شیدان
- برآفتاب شیرانی
- برآفتاب میلاس
- برجوئی
- بردبر
- بردکارخانه
- بندون علیا
- بوگر (لردگان)
- بیدله
- بیژگن (لردگان)
- پاتوه (لردگان)
- پاگچ (لردگان)
- پروز
- پل بارز
- پل بریده (لردگان)
- پیران (لردگان)
- تل اشگفتی
- تل ماران
- تنگ کلوره
- تنگ گهراب
- تنگارک
- تیرسامان
- جاجوفاج
- جرجیس (لردگان)
- جغد (لردگان)
- جوانمردی
- جوب نسا
- چال چندار
- چال خزینه
- چال شیرین
- چالبتان
- چال‌دراز اسفندیار
- چالدراز بیت‌الله
- چال‌دراز غلامعلی
- چال‌دراز نعمت‌الله
- چال‌دراز هادی
- چال‌دراز یدالله
- چالکو
- چاهگاه (لردگان)
- چاه‌گاه (لردگان)
- چاگاه میلاس
- چرکن
- چشمه خانی (لردگان)
- چل بردی
- چلمانگاسیون سفلی
- چله گاه (لردگان)
- چمن بید (لردگان)
- چنارمحمودی
- چهارده (لردگان)
- چیگو
- چیلته دودرا
- حاتم‌آباد (لردگان)
- حاجی‌آباد (لردگان)
- حسن هندو
- حسین‌آباد (لردگان)
- خاردان (لردگان)
- خسروآباد (لردگان)
- خلیل آباد (میلاس)
- خلیل‌آباد (لردگان)
- دادا (لردگان)
- دارجونه
- درکه (لردگان)
- دره اشگفت (لردگان)
- دره باغ (لردگان)
- دره بید (لردگان)
- دره روآب
- دره شور (لردگان)
- دره شورخنگ
- دره شورمهدی
- دره شیر (لردگان)
- دره قوطی
- دره نامداری
- دره نیک
- دستگرد (لردگان)
- دشت دراز
- دشتینه
- دلی (لردگان)
- دم اب (لردگان)
- دورک (لردگان)
- دوله خرگوش
- دوله سیب
- دومکان
- ده بابا (لردگان)
- ده بارز
- ده باغ (لردگان)
- ده ترکان (لردگان)
- ده تل (لردگان)
- ده چنار (لردگان)
- ده چنار سفلی
- ده چنار علیا
- ده چناردالورا
- ده زیردودرای
- ده سوخته (لردگان)
- ده صحرا
- ده علی (لردگان)
- ده کهنه (لردگان)
- ده کهنه امامزاده
- ده‌گاه (لردگان)
- ده گلابی علیا
- ده نو (لردگان)
- ده نوبارز
- ده نوگرک الله
- ده نوهوشنگ خان
- دهنو (لردگان)
- دهنو الله‌مراد
- دهنو شمسعلی
- دهنو عباسعلی
- دهنو گودرز
- دهنو محمدقلی
- دهنو میلاس
- دهنوعلی بابا
- دهنوگودسر
- رحیم‌آباد (لردگان)
- رستم بیگ
- رمرون
- زرین درخت
- زیتی ۱ (لردگان)
- زیتی ۲ (لردگان)
- زیتی ۳ (لردگان)
- ساخت سردشت
- سرپوت
- سرتنگ دینارعالی
- سرتنگ گهراب
- سرتنگ مسن
- سردار (لردگان)
- سرزاگاه
- سرقلعه (لردگان)
- سرکمر (لردگان)
- سفیدار (لردگان)
- سلح چین
- سلطانی (لردگان)
- سلمانک سفلی
- سلمانک علیا
- سندجان سفلی
- سندجان علیا
- سندگان
- سورمنده
- سهل‌آباد (لردگان)
- سیدمحمد (لردگان)
- سیله
- شاه‌حسینی (روستا)
- شاه نجف (لردگان)
- شش‌بهره سفلی
- شش‌بهره علیا
- شش‌بهره میانه
- شکرته
- شملک
- شوار (لردگان)
- شوراب (لردگان)
- شوش (لردگان)
- شهرک امام خمینی (لردگان)
- شهرک برآفتاب شیرانی
- شهرویه (گوشکی)
- شهرک سونک
- شهرک مامور
- شهرک مشک دوزان
- شهریار (لردگان)
- شهسوار (لردگان)
- شیدان (لردگان)
- شیرمرد (لردگان)
- صالحات
- صفی‌آباد (لردگان)
- طلایه (لردگان)
- طلینه دودرا
- عدوک
- علی آباد (لردگان)
- علی همت‌آباد طهماسبی
- غربا
- فاج
- فارسون (لردگان)
- فیض‌آباد (لردگان)
- قرح
- قطعه (لردگان)
- قلعه افغان
- قلعه بارز
- قلعه چه (لردگان)
- قلعه سمه
- قلعه سوخته (لردگان)
- قلعه شاه ولی شهیدرجائی
- قلعه مدرسه (لردگان)
- قلعه مزعل
- قلعه‌چه (لردگان)
- کرف علیا
- کل ابچنار
- کل گچی
- کلات (لردگان)
- کلار سفلی
- کلار علیا
- کلامویی
- کلگه سردشت
- کلواری
- کلواری سفلی
- کلواری علیا
- کندر (لردگان)
- کوه نارمه
- کهیان
- کینک
- گاودانه (لردگان)
- گاوراه
- گاه کده
- گرازآباد (لردگان)
- گرداب سفلی
- گرداب علیا (لردگان)
- گرگر (لردگان)
- گلابی سفلی
- گلمتین
- گنج (لردگان)
- گنداب (لردگان)
- گودبنوشیر
- گودسر
- گورزرد وسطی
- گوشکی (لردگان)
- گوشه (لردگان)
- گیساران
- لاچنار
- له‌دراز (لردگان)
- لیر (لردگان)
- لیرابی (لردگان)
- لیرشملک
- مازه سردشت
- مسن (لردگان)
- مشگدوزان
- منارجان
- منجرمویی
- مونوم
- میان اب (لردگان)
- میان قلعه (لردگان)
- میانجو
- میانطلان
- میج قان علیا
- میچ قان سفلی
- میشان سفلی (لردگان)
- میشان علیا (لردگان)
- میلاس (لردگان)
- میلان بابااحمدی
- نارگیلی
- نارمه سفلی
- نارمه علیا
- نازک (لردگان)
- ناغان سفلی
- ناغان علیا
- نجیلدون بالا
- نخودکار
- نساکوه
- نصیرآباد (لردگان)
- نورآباد (لردگان)
- ورکاب
- ورکهله
- هرمو
- هزارجریب (لردگان)
- یوردسوخته
- یونکی

## فهرستروستاهایشهرستان اردل
- آب‌تلخک (اردل)
- آب‌سفید (اردل)
- آبشاران سفلی
- آبشاران علیا
- آبسرده (اردل)
- ابگلور
- ارجل
- اسلام‌آباد (اردل)
- الیکوه
- امامزاده اسماعیل (اردل)
- باجگیران (اردل)
- بادامستان (اردل)
- بادره سمی یاگردوا
- بالد
- بردشلاندان
- بهشت‌آباد (اردل)
- بهلول‌آباد (اردل)
- پوراز (اردل)
- تلتاک
- تلفگیر
- تولدان
- تیریز
- جاروی علیا
- جهمان(بخش کیار_شهرستان ناغان)
- جوزستان (اردل)
- چشمه سلیمان
- چم بلا
- چم قجر
- چنده
- چوله‌دان
- چویلان
- چهارتخته (اردل)
- حسین‌آباد (اردل)
- دره بید (اردل)
- دره دون (اردل)
- دره شور (اردل)
- دره قحطی
- دره یاس
- دم‌آب (اردل)
- دماب (اردل)
- دورک رحمان
- دورک قنبری
- ده خلیلی
- ده دلی
- ده عزیزی گندمکار وسطی
- ده کل
- ده کهنه (اردل)
- ده کهنه روگر
- ده کهنه هلو سعد
- ده نو (اردل)
- ده نو سفلی (اردل)
- ده نو علیا (اردل)
- دهنونده
- رحیم‌آباد (اردل)
- رستم‌آباد (اردل)
- رفن
- روپینه
- ریگک (اردل)
- زردلیمه
- زرمیتان
- زیتون (اردل)
- سربنه (اردل)
- سرپیر (اردل)
- سرتنگ (اردل)
- سرچاه (اردل)
- سرخون (اردل)
- سرقلعه (اردل)
- سرمازه
- سرمور (اردل)
- سره زرد
- سنگ بیل
- سوهران (اردل)
- شکر آباد (شلیل)
- شکرآباد (اردل)
- شلیل سفلی
- شلیل علیا
- شوران (اردل)
- شهرک بره مرده
- شهرک چلو
- شهرک دورک
- شهرک شهیدامامی
- شهرک شیاسی
- شهرک قراب
- شهرک کاظمیه
- شهرک کوران‌آباد
- شهرک گل سفید
- شهرک محمدی
- شهرک ممسنی
- شیخ محمود
- طولدان عوضی
- عادل‌آباد (اردل)
- عباس‌آباد (اردل)
- عزت‌آباد (اردل)
- عزیزآباد سفلی
- عزیزآباد علیا
- علی عسگر
- فیروزآباد (اردل)
- قائیدان (اردل)
- قراب
- قلعه درویش
- قلعه رشید
- کاج (اردل)
- کاروانسرای شلیل
- کاونددرویشان
- کاهیدان
- کبوتردان (اردل)
- کتولا
- کری چهاربنیچه
- کریم‌آباد (اردل)
- کل کله
- کنمی
- کول میشان
- گردپینه
- گرمتاب علیا
- گل شور
- گندمکار سفلی
- گندمکار علیا
- گوزلک
- گوشه (اردل)
- لاخشک (اردل)
- لشترکی شمس
- لشترگوروئی
- لندی (اردل)
- لیرابی (اردل)
- مرادآباد (اردل)
- مرغک (اردل)
- ملکشیر
- مهریک
- نجف‌آباد (اردل)
- نوترکی
- نیسیاق
- ورزرد
- وقفی (اردل)
- هفت پیران
- هلیساد
- یوسف‌آباد (اردل)

## فهرست روستاهایشهرستان کوهرنگ
- آب‌دره (کوهرنگ)
- تبرک علیا بازفت

‌تبرک سفلی بازفت
- ابخره
- ابدال‌آباد (کوهرنگ)
- ابوالقاسم‌آباد
- ارته (کوهرنگ)
- اسمی‌آباد
- افسرآباد
- الگی سفلی
- الگی علیا
- الورک
- امیرآباد (کوهرنگ)
- ای ناز
- بادام شیرین (کوهرنگ)
- باغ الگی
- باغ چنار (کوهرنگ)
- باغکاری
- بخش‌آباد (کوهرنگ)
- بردگپ (کوهرنگ)
- بزک‌آباد (کوهرنگ)
- بنواستکی
- بهمن‌آباد (کوهرنگ)
- بی آبه
- بیدامین
- بیراهگان
- پاچه گاو
- پیر عالی
- تبرک سفلی
- تبرک علیا
- تپا سفلی
- تپا علیا
- ترکی (کوهرنگ)
- تشنوی
- تلخه‌دان
- تلو (کوهرنگ)
- تلورد
- تنگ هونی
- تیرک احمدآباد
- تیک (کوهرنگ)
- جمال‌آباد (کوهرنگ)
- چاهک (کوهرنگ)
- چشمه چلی
- چشمه دره (کوهرنگ)
- چغاخرگوش
- چل‌آباد
- چم عباسعلی
- چم قلعه (کوهرنگ)
- چم‌آباد
- چمن گلی
- چهارموران (کوهرنگ)
- چین (کوهرنگ)
- حاجی جلیل
- حاجی‌آباد (کوهرنگ)
- حسین‌آباد (کوهرنگ)
- حمزه‌آباد (کوهرنگ)
- حمیدآباد (کوهرنگ)
- حیدرآباد (کوهرنگ)
- حیدرآباد میهه
- خسروآباد (کوهرنگ)
- خونکار
- خویه
- خیارکار
- درک‌آباد (کوهرنگ)
- دره بالا
- دره بوران
- دره‌پیر (کوهرنگ)
- دره توت
- دره زرگه
- دره گاومیش (کوهرنگ)
- دره گرم علیا
- دره مولا
- دره وزگا
- دره هندو
- دره‌باغ (کوهرنگ)
- دره‌بید (کوهرنگ)
- دزک سرچشمه
- دزک سفلی
- دزک علیا
- دم تنگ (کوهرنگ)
- دورک سفلی
- دورک علیا
- دوروزن‌آباد
- ده گه شامنصوری
- دهناش
- ده‌نو سفلی (کوهرنگ)
- ده‌نو علیا (کوهرنگ)
- دیمه (کوهرنگ)
- راکی (کوهرنگ)
- رباطک (کوهرنگ)
- رباط‌کوه
- رزگه (کوهرنگ)
- روستا (کوهرنگ)
- زرک
- زمان‌آباد (کوهرنگ)
- سرآقاسید
- سربیشه (کوهرنگ)
- سرتنگ بادام شیرین
- سردارآباد (کوهرنگ)
- سرصالح کوتاه
- سروه پایین
- سه جوی
- سیاوش‌آباد چندار
- سیاوش‌آباد گردو
- سیدمراد (کوهرنگ)
- سیف‌آباد (کوهرنگ)
- سیف‌آباد الهیار
- سیل گاه
- شاه عبدالعظیم (کوهرنگ)
- شرمک
- شوله (کوهرنگ)
- شهرک امام حسین (کوهرنگ)
- چبد (کوهرنگ)
- شهرک رهبری
- شهرک غلام‌آباد
- شهرک کوشکا
- شهرک مازه سوخته
- شهرک میهه
- شهریاری (کوهرنگ)
- شیخ عالی (کوهرنگ)
- شیخ علی‌خان
- صالح‌آباد زری
- صفاآباد
- صمصامی (کوهرنگ)
- طارم (کوهرنگ)
- عباس علی‌آباد
- علی نقی‌آباد
- علی‌شاه‌آباد (کوهرنگ)
- غلام‌آباد (کوهرنگ)
- فانی‌آباد
- فخرآباد (کوهرنگ)
- فرخ‌آباد (کوهرنگ)
- فریک
- قاسم‌آباد (کوهرنگ)
- قبادآباد
- قپانی آباد اسنکی
- قریب‌آباد (کوهرنگ)
- قلعه بختیار (کوهرنگ)
- قلعه تبرک
- قلعه خونکار
- قلعه سبزی
- قلعه‌سنگی (کوهرنگ)
- قلعه علی حسین سلجوقی
- قلعه فریدون (کوهرنگ)
- قلعه کشگی
- قلعه‌تک (کوهرنگ)
- قنبرسینی
- قیقاج (کوهرنگ)
- کارکن سفلی
- کارکن علیا
- کچوز
- کریم‌آباد (کوهرنگ)
- کسری (کوهرنگ)
- کوفی (کوهرنگ)
- کول‌سرخ
- کوی شهیدبهشتی
- کیارس علیا
- کیکاوس (کوهرنگ)
- گاوشیر
- گراب (کوهرنگ)
- گردو سفلی
- گردو علیا
- گزستان (کوهرنگ)
- گل سرخ (کوهرنگ)
- گل‌آباد (کوهرنگ)
- گنگرستان
- لاوه
- لبد سفلی
- لبد علیا
- مازه فرامرزی
- مالک‌آباد (کوهرنگ)
- محمودآباد (کوهرنگ)
- مردخانه
- مصطفی‌آباد (کوهرنگ)
- ملک‌آباد (کوهرنگ)
- موچان (کوهرنگ)
- موردل
- مورز
- مورهره (کوهرنگ)
- موسی‌آباد (کوهرنگ)
- محمدآباد (کوهرنگ)
- مهدی‌آباد (کوهرنگ)
- میان‌دوهان سفلی
- میان‌دوهان علیا
- نادرآباد (کوهرنگ)
- نازی (کوهرنگ)
- نالبندون
- نصیرآباد (کوهرنگ)
- نظرآباد (کوهرنگ)
- نعل اشکنان علیا
- نعل‌اشکنان سفلی
- نیاکان (کوهرنگ)
- وزگاگنگرستان
- هربکول
- هردان
- هوشوت
- یاورآباد
- خیام آباد

## منبع
«نتایج سرشماری ایران در سال ۱۳۸۵». درگاه ملی آمار. بایگانی‌شده از روی نسخه اصلی در ۲۱ آبان ۱۳۹۲.